# Едгардо Козаринський
Едга́рдо Козари́нський (ісп. Edgardo Cozarinsky, 13 січня 1939, Буенос-Айрес — 2 червня 2024, там само) — аргентинський письменник, сценарист, літературний критик, кінорежисер.

## Біографія
Нащадок українських єврейських емігрантів з Києва та Одеси, що переїхали до Аргентини в кінці XIX ст. Отримав ім'я на честь Едгара По, творчістю якого захоплювалася його мати. Навчався на філологічному факультеті Буенос-Айреського університету, заснував присвячений кіно журнал «Флешбек», писав статті про літературу і кіно. У 1974 році зібрав і видав томик есе Борхеса про кіно (ісп. Borges y el cine). З 1973 року жив і працював у Франції, з 1990-х років ділить час між Буенос-Айресом і Парижем, а крім того постійно подорожує.
Крім зйомки ігрових стрічок, роботи над художньою прозою, кіносценаріїв та есеїстикою, зняв документальні стрічки для кіно і телебачення про Д. Скарлатті, Сару Бернар, Чапліна, Кокто, Ван Гога, Ф. Гарсія Лорку, Андрія Тарковського, Анрі Ланглуа, Фальконетті, Мері Маккарті, Італо Кальвіно.

## Творчість

### Фільми
- Puntos suspensivos o Esperando a los bárbaros (1971, з участю Мануеля Мухіки Лайнеса і Марілу Маріні)
- Учні чародіїв/ Les apprentis sorciers (1977, за участю Зузу, Денніса Хоппера і Рауля Руїса)
- La Guerre d'un seul homme (1982, Е. Юнгеру)
- Haute Mer (1984, за участю Анджея Северина)
- Guerriers et captives (1994, по Борхесу, з участю Домінік Санда і Леслі Керон)
- Citizen Langlois/ Громадянин Ланглуа (1995)
- «Скрипка Ротшильда»/ Le Violon de Rothschild (1996, в ролі Шостаковича С. Маковецький, також беруть участь Марі Теречик, Кальє Кийськ)
- Fantômes de Tanger (1998, за участю Пола Боулза)
- Dans le rouge du couchant (2003, з участю Маріси Паредес, номінація на головну премію фестивалю в Сан-Себастьяні)
- Ronda nocturna/ Нічний дозор (2005)
- Apuntes para una biografía imaginaria (2010, Срібний кондор Асоціації кінокритиків Аргентини за найкращий відеофільм)
- Nocturnos (2011, представлений в програмі Горизонти Венеціанського МКФ 2011)
- Carta a un padre/ Лист батькові (2013)

### Книги
- La Casa de la ficción, статті про літературу (1977)
- Vudú Urbano, роман-колаж (1985, зі статтями С. Зонтаг і Г. Кабрери Інфанте)
- El pase del testigo (2000)
- La novia de Odessa, роман (2001)
- El rufián moldavo, роман (2004)
- Museo del chisme, зб. есе (2005)
- Tres fronteras, новели (2006)
- Palacios plebeyos, есе про кіно і кінотеатри (2006)
- Maniobras nocturnas, роман (2007)
- Burundanga, новели (2009)
- Lejos de dónde, роман (2009, премія Аргентинської академії літератури)
- Blues, замітки, есе (2010)
- La tercera mañana, роман (2010)
- Dinero para fantasmas, роман (2012)
- Nuevo museo del chisme, есеї та оповідання (2013)

## Визнання
Кондор Асоціації кінокритиків Аргентини за кінематографічну кар'єру (2004).